# El Ocote, Santiago Ixtayutla
El Ocote är en ort i Mexiko.   Den ligger i kommunen Santiago Ixtayutla och delstaten Oaxaca, i den sydöstra delen av landet, 400 km söder om huvudstaden Mexico City. El Ocote ligger 553 meter över havet och antalet invånare är 173.
Terrängen runt El Ocote är kuperad åt nordväst, men åt sydost är den bergig. Runt El Ocote är det ganska glesbefolkat, med 21 invånare per kvadratkilometer. Närmaste större samhälle är Santa Catarina Mechoacán, 19,1 km söder om El Ocote. I omgivningarna runt El Ocote växer i huvudsak städsegrön lövskog.